# سباق القوارب الجماعية 2019

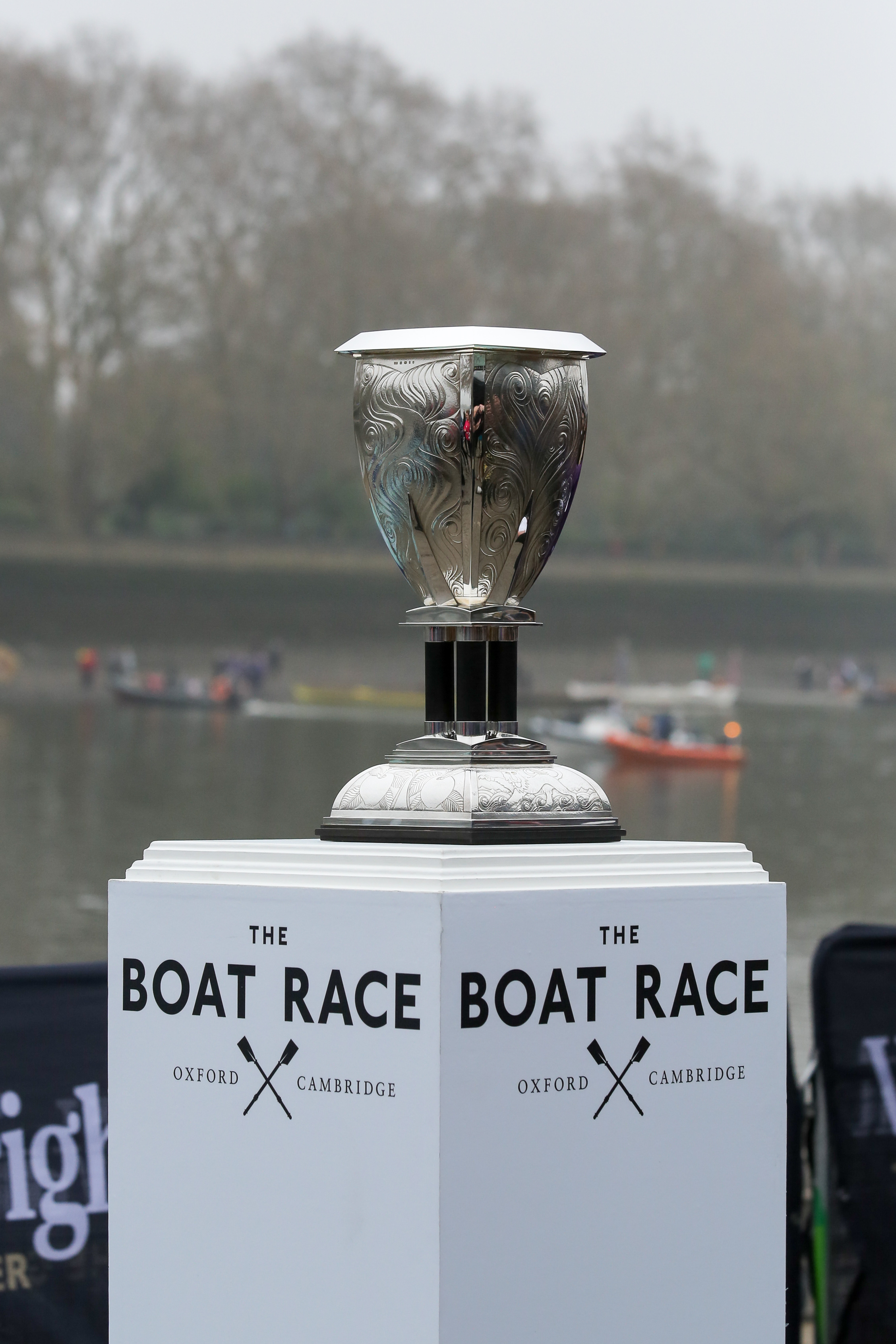

سباق القوارب الجماعية 2019 هو سباق تجديف سنوي في إنجلترا بين نادي جامعة أكسفورد للقوارب و نده في جامعة كامبردج، يجري التنافس كل ربيع على امتداد 4.2 كم من نهر التمز جنوب غرب لندن. تم إجراءه في 7 أبريل 2019. يقام سباق القوارب سنويًا. أقيمت جميع سباقات الرجال والنساء وكلاهما في نفس اليوم للمرة الرابعة على التوالي في تاريخ الحدث. انتهى السباق بفوز نادي جامعة كامبردج للقوارب.